# Баянбай (Бурабайський район)
Баянба́й (каз. Баянбай) — село у складі Бурабайського району Акмолинської області Казахстану. Входить до складу Кенесаринського сільського округу.
Населення — 466 осіб (2021; 600 у 2009, 946 у 1999, 1000 у 1989).
Національний склад станом на 1989 рік:
- росіяни — 45 %;
- казахи — 21 %.

До 2008 року село називалося Вороновка.